# Чувашское Сиренькино
Чувашское Сиренькино  (чув. Сиреньел) — деревня в Альметьевском районе Татарстана. Административный центр Сиренькинского сельского поселения.

## География
Находится в юго-восточной части Татарстана на расстоянии приблизительно 35 км по прямой на запад от районного центра города Альметьевск у речки Кителга.

## История
Основана в начале XVIII века. Упоминалась также как Кителга, Кителга Чувашская. В начале XX века здесь действовала Михайловская церковь и церковно-приходская школа.

## Население
Постоянных жителей было: в 1782 — 77 душ мужcкого пола, в 1795—162, в 1859—232, в 1870—257, в 1884—286, в 1900—478, в 1906—478, в 1913—528, в 1920—544, в 1926—362, в 1938—384, в 1949—382, в 1958—359, в 1970—436, в 1979—412, в 1989—413, в 2002 − 445 (чуваши 87 %), 385 в 2010.